# الایجا بوردمن
الایجا بوردمن (به انگلیسی: Elijah Boardman) سناتور سابق عضو حزب دموکرات-جمهوری‌خواه بود. وی در سال ۱۸۲۱ تا ۱۸۲۳ میلادی سناتور ایالت کنتیکت در سنای ایالات متحده آمریکا بود.